# Pages

A Pages az Apple iWork programcsomagjának egyik eleme, egyrészt dokumentumszerkesztő, másrészt alkalmas asztali kiadványszerkesztés feladat támogatására. Futtatásához Mac számítógépen macOS operációs rendszer, iPad-en vagy iPhone-on (illetve iPod touch-on) iOS (vagy iPadOS) operációs rendszer szükséges. A Pages netes változata elérhető bármilyen platformról böngésző használatával is, ekkor használathoz Apple ID szükséges.
A Macintosh számítógépen használható Pagest 2005. január 11-én mutatta be az Apple, egy hónappal később lehetett megvásárolni. A szoftver 2009. január 6. óta az akkor bemutatott iWork csomag (Pages, Keynote, Numbers) része.
Az iOS eszközök közül elsőként az iPadre érkezett meg a Pages 2010. január 7-én, ekkortól lehetett a Pages dokumentumoz az Apple felhőjébe, az iCloud tárhelyre is menteni. 2011. május 31-én a Pagest iPhone-on és iPod touchon tette elérhetővé az Apple.
2016-ban a Pages elérhető lett netes alkalmazásként, futtatásához csak egy böngésző és Apple ID szükséges. Az iCloudon tárolt Pages dokumentum egyidejű szerkesztésre megosztható más felhasználóval.
Fontos megjegyezni, hogy a Maces, iOS-es és a netes verzió képességei eltértek egymástól. A különbségek folyamatosan csökkennek.

## Történet
A Pages az egyik utódja az Apple korábbi irodai programcsomagjának, az AppleWorksnek. Az első pletykák a neten 2004 vége felé jelentek meg az új szövegszerkesztő szoftverről, ezek hol iWork-nek, hol iWorks-nek nevezték a bemutatandó szoftvert.
Az Apple a 2005. január 11-i Macworld nyitó előadáson mutatta be a Pagest, amely a Keynote-tal együtt alkotta az iWork '05 csomagot.

## Maces (Mac OS, Mac OS X, macOS) verziók
| Verzió                                                                | Megjelenés           | Változás |
| --------------------------------------------------------------------- | -------------------- | --- |
| 1.0                                                                   | 2005. február        | A szoftver bemutatása |
| 1.0.1                                                                 | 2005. március 17.    | Kisebb hibák kijavítása. Sablonoldalak törölhetők. |
| 1.0.2                                                                 | 2005. május 25.      | Oldal kezelési hibák javítása. |
| 2.0                                                                   | 2006. január 10.     | Az iWork '06 részeként kerül bemutatásra. Új sablonok, táblázattal számítások végezhetők, fényképek geometriai keretbe vagy Bézier-görbék alkotta síkidomba helyezhetők. |
| 2.0.1                                                                 | 2006. április 26.    | Grafikon és képszerkesztéssel kapcsolatos hibák javítása, illetve más, apróbb hibák javítása. |
| 2.0.1v2                                                               | 2006. május a.       | Grafikon és képszerkesztéssel kapcsolatos hibák javítása, illetve más, apróbb hibák javítása. |
| 2.0.2                                                                 | 2006. szeptember 28. | Aperture-rel (az Apple professzionális fotósoknak szánt alkalmazása) való kommunikációs hiba javítása. |
| 3.0                                                                   | 2007. augusztus 7.   | Az iWork '08 részeként kerül bemutatásra. Megnyit és ír Office Open XML (Microsoft Office 2007) fájlt. Bemutatják a korrektúra funkciókat. A képek áttetszősége állítható. A Pages 3.0 merevlemez igénye (260MB) többlet tudása ellenére harmada elődjének (760MB). |
| 3.0.1                                                                 | 2007. szeptember 27. | Teljesítménnyel és korrektúra funkciókkal kapcsolatos javítások. |
| 3.0.2                                                                 | 2008. január 29.     | Mac OS X operációs rendszerrel kapcsolatos frissítés. |
| 3.0.3                                                                 | 2008. február 2.     | Kompatibilitási problémák. |
| 4.0                                                                   | 2009. január 6.      | Az iWork '09 részeként kerül bemutatásra. Bemutatkozik a teljes kijelzős szerkesztés, fokozottabb kompatibilitás a Microsoft Office-szal. Újdonság az iWork.com (béta) net–szolgáltatás. Bővült a korrekciós szerkesztés (adott típusú módosítások bekapcsolhatók/elrejthetők). |
| 4.0.1                                                                 | 2009. március 26.    | Javított együttműködés az EndNote X2 (professzionális lábjegyzet kezelő) és a MathType 6 (professzionális képlet-szerkesztő) beépülő program-modulokkal. |
| 4.0.2                                                                 | 2009. május 28.      | Megbízhatóbb mentés. |
| 4.0.3                                                                 | 2009. szeptember 28. | Biztosabb teljes kijelzős szerkesztési mód, kép-áttetszőség megadás és EndNote hivatkozás. |
| 4.0.4                                                                 | 2010. augusztus 26.  | Megoldják a táblázatokkal kapcsolatos problémát. Lehetőséget adnak ePub formátumú mentésre. Az így mentett állomány kompatibilis az Apple iBooks megoldásával. A Pagesből mentett ePub állomány az Apple ökoszisztémájában használható átalakítás és módosítás nélkül. |
| 4.0.5                                                                 | 2011. január 5.      | További fejlesztések az ePub formátumban történő mentésen. Január 19-én az Apple bemutatja az iBooks Author alkalmazást. Ezzel a programmal az Apple iBook Store-jába lehet könyvet készíteni. Ekkortól a Pages ePub képességeit az Apple csak szinten tartja, az ekönyv szerkesztésre az iBooks Authort fejleszti. Az Apple Store-ból ingyen letölthető alkalmazás a Pages alapjaira épül, de teljes körű kihasználásához szükség lehet videós, 3D-s ismeretekre is. Az iBookkal az Apple alapvető célja az egyetemi-, főiskolai jegyzet kiváltás, így az iBooks Authorral könyvbe illesztett teszteket is készíthetünk. |
| iOS                                                                   | 2011. május 31.      | A Pages elérhető az iPod touch és iPhone felhasználók számára is. |
| 4.1                                                                   | 2011. július 20.     | Mac OS X Lion kompatibilitás. Az operációs rendszer kínálta szolgáltatások közül a Pages használja a teljes kijelzős üzemmódot, az automatikus mentést és a verziók kezelését. Javítottak a Microsoft Office kompatibilitáson. |
| 4.2                                                                   | 2012. július 25.     | Mac OS X Mountain Lion támogatás. Legfontosabb: a dokumentumok tárolhatók az Apple felhő alapú tárhelyén, az iCloudon. |
| 4.3                                                                   | 2012. december 4.    | iOS7 alatti futtatás biztosítása |
| na                                                                    | 2013. ősz            | A Keynote (a Pages-hez és a Numbers-höz hasonlóan) az Apple iCloud netes felületéről is elérhető. |
| 5.0                                                                   | 2013. október 22.    | Az Apple bejelentette, hogy a Pages – a többi iWork és iLife alkalmazáshoz hasonlóan – ingyen letölthető az Apple OS és iOS eszközeire. |
| 5.1                                                                   | 2014. január 24.     | Olyan képességek visszaadása, amely a korábbi verzióban már létezett. A legfontosabba függőleges vonalzó. |
| 5.2                                                                   | 2014. április 1.     | iCloud megosztásnál újdonság a "csak megtekintésre" opció. Arab és héber nyelven jobbról balra lehet szöveget bevinni (a megfelelő billentyűzetkiosztás kiválasztásakor automatikusan fordul a szövegbevitel iránya). Ismét lehet képet szín alapján maszkolni. Javult a szövegdoboz kezelés, az ePub kimentés és az AppleScript támogatás. |
| 5.6                                                                   | 2015. október 15.    | OS X El Capitan frissítés és kompatibilitás. |
| 6.0                                                                   | 2016. szeptember 20. | Sierra kompatibilis verzió. iCloudos dokumentumok egyidejű szerkeszthetősége. |
| 6.1                                                                   | 2017. március 27.    | Ismét elérhető a MathML és LaTeX képletszerkesztő (egyelőre csak az oldalon, beillesztett szövegdobozban nem)... |
| 6.2                                                                   | 2017. június 13.     | A Numbers és a Keynote alkalmazásokhoz hasonlóan a Pages is megkapta a közel száz új grafikai alakzatot, melyek szerkeszthetők. A Beállításokban saját Automatikus javítás táblázatot kapott az alkalmazás, ez felülbírálja a Macintosh Automatikus javítás táblázatát. Ismét lehetséges szövegdobozok összefűzése, azaz a szövegfolyatás. Javult az EPUB publikációs képesség. |
| 6.3.1                                                                 | 2017. november 17.   | A továbbfejlesztett PDF-exportálással a dokumentum tartalomjegyzéke a PDF olvasók oldalsávján is megjeleníthető. Táblázat sorok fogd-és-vidd módszerrel több oldalas táblázatnál is átmozgathatók.. |
| 7.0                                                                   | 2018. március 27.    | A macOS High Sierra verzióval kompatibilis frissítés magába olvasztotta az Apple iBooks Author alkalmazást, erősen lebutítva annak tudását. Az iBooks Author az Apple e-könyv előállító alkalmazása, amely kimenetébe olyan elemek is beépíthetők most már a Pages használatával, amelyet szabványos olvasók nem vagy hibásan jelenítenek meg. |
| 7.1                                                                   | 2018. június 18.     | A szöveg változásainak nyomon követése Az alakokban és a szövegmezőkbe írt szöveg változásainak nyomon követése. Az oszlop-diagramokban az oszlopok sarka lekerekíthetővé lett. |
| 7.2                                                                   | 2018. szeptember 17. | A Pagesből kilépés nélkül készíthet, szerkeszthet és játszhat le hangfelvételt. "Sötét mód" támogatás. A Pagesből kilépés nélkül elérhető a csatlakoztatott iOS eszköz kamerája és fényképei. |
| 7.3                                                                   | 2018. november 7.    | Könyvek közzététele közvetlenül az Apple Books áruházban letöltés vagy vásárlás céljából. |
| 8.0                                                                   | 2019. március 28.    | Sablonok oldal kezelés javítása. A macOS, iOS és iCloud verziók sablonkezelésének egységesítése. Nem minden dokumentum rendelkezik sablonnal, mesteroldallal. |
| 8.1                                                                   | 2019. június 25.     | Stabilitási és teljesítmény javítások. |
| 8.2                                                                   | 2019. szeptember 30. | Az alapsablonokból létrehozott dokumentumok alapértelmezett betűtípusa és betűmérete állítható. Új menüparancs segítségével lehet a dokumentum adott oldalára ugrani. HEVC-formátumú film is a dokumentumba helyezhető. |
| 10.0                                                                  | 2020. március 31.    | Új sablonok. iCloud Drive-mappamegosztás. Iniciálé létrehozható. A dokumentum háttere lehet egyszínű, színátmenetes vagy kép. Áttervezett sablonkezelés. Megjegyzésekkel is nyomtatható vagy exportálható a dokumentum. Megosztott dokumentum offline szerkesztés után amint lehet, online-ná lesznek. |
| 10.1                                                                  | 2020. július 9.      | YouTube és Vimeo videókat beágyazása a dokumentumokban. A nem szöveges elemekhez cím és (kép)aláírás adható. A szövegbe illesztett táblázatban új függvények érhetők el. iBooks Author alkalmazással szerkesztett könyv Pagesben megnyitható és szerkeszthető. |
| 10.2                                                                  | 2020. szeptember 22. | Új jelentés–sablonok. Új, szerkeszthető alakzatok. Ettől a verzió és az újabbak használatához a macOS Catalina szükséges Macen. |
| 11.1                                                                  | 2021. június 1.      | Alakzat, vonal, kép, rajz vagy szövegmező is lehet weboldalakra mutató hivatkozás, e-mail cím (megkattintva email küldés kezdődik) vagy telefonszám hivatkozás. |
| 11.2                                                                  | 2021. szeptember 28. | Könyvek közzététele kétoldalas nézetben. Azonnali fordítás akár 11 nyelvre – a magyar nincs a nyelvek között. Javított kollaborációs eszközök. Új radardiagram. Ettől a verzió és az újabbak használatához a macOS Big Sur szükséges Macen. |
| 12.0                                                                  | 2022. április 7.     | Parancsok (alkalmazás) támogatás hozzáadva a macOS Monterey rendszerhez. Frissített ikon iOS és iPadOS számára. Apple Books-ban publikálási lehetőség. A megjegyzések olvasásának és a változások követésének lehetősége a VoiceOver segítségével. |
| 12.1                                                                  | 2022 június 21.      | Újra bevezették a továbbfejlesztett körlevél-funkciókat (amelyeket az 5.0-s verzióban eltávolítottak). Ez a szolgáltatás csak annyira képes, hogy a Névjegyekben létrehozott csoportok részére képes szövegfájlként körlevelet létrehozni. Új sablonok az eseménymeghívókhoz és tanúsítványokhoz. |
| 12.2                                                                  | 2022. október 25.    | Új nézet, amely a kollaborált dokumentum legutóbbi változásait mutatja. Ilyen dokumentum megosztható és módosítható az Apple üzenetküldő (Üzenetek/Messages) alkalmazásban, használatához (iOS 16, iPadOS 16 vagy macOS Ventura szükséges. Új üres elrendezéssablon a szöveg és a grafika szabad elrendezéséhez. A kép hátterének automatikus eltávolítása a tárgy elkülönítéséhez (iOS 16, iPadOS 16 vagy macOS Ventura szükséges). |
| 13.0                                                                  | 2023. március 31.    | Javított megosztás menü, körlevél küldés és kollaboráció. |
| Az Apple az utolsó pár verzió újdonságait ezen az oldalon mutatja be. |                      | |